# 後藤達俊
後藤 達俊（ごとう たつとし、1956年5月25日 - ）は、日本のプロレスラー。愛知県常滑市出身。2006年まで新日本プロレスに所属していた。若手や中堅時代を除き、プロレスラーとしてのキャリアの殆どをヒールとして活動している。

## 来歴

### デビューまで
名城大学附属高等学校、名城大学卒業。学生時代はウエイトリフティングで活躍し、インターカレッジ3位の成績を残す。大学卒業後、日産自動車に入社。1982年8月、アントニオ猪木が名誉会長をつとめる寛水流空手の初代会長水谷征夫の紹介により、26歳で新日本プロレスに入門。1982年12月2日、先輩でもある山崎一夫を相手に地元愛知県の豊田市体育館でデビュー。

### 若手時代
デビュー後の一時期、後藤は猪木の付き人を務めていた。当時、猪木の妻だった倍賞美津子からは「オダンゴちゃん」と呼ばれていた。
ヤングライオン時代は橋本真也との激闘で前座を沸かせた。1985年、第1回ヤングライオン杯で決勝に進出するが、負傷により欠場（決勝戦は小杉俊二 vs 山田恵一。後藤はその試合を無念な表情のスーツ姿で、観客に混じって観戦していた）。
同年7月よりNWAミッドアトランティック地区に遠征して、桜田一男とヒールの覆面タッグチーム「ライジング・サンズ」を結成。ロックンロール・エクスプレス（リッキー・モートン&ロバート・ギブソン）、アメリカン・スターシップ（スターシップ・イーグル&スターシップ・コヨーテ）、サンダーボルト・パターソン&ペッツ・ワトレー、ジミー・バリアント&マニー・フェルナンデス、シングルではロン・バス、サム・ヒューストンなどと対戦した。
同年10月、ランボー・サクラダと改名した桜田とともに凱旋帰国するものの、初戦のタッグマッチでコンガ・ザ・バーバリアンのリフトアップ・スラムによって肩を脱臼し欠場。タッグチームはそのまま自然消滅した。復帰後は再び前座のポジションに戻ってしまう。すでに海外遠征経験があるにもかかわらず翌年の第2回ヤングライオン杯にも出場したが、決勝で山田に敗れて準優勝に終わった。

### ヒールターンと反選手会同盟参加
1987年には、越中詩郎が負傷により返上したIWGPジュニアヘビー級王座決定トーナメントにエントリーされ、1回戦で保永昇男を破るが、2回戦で小林邦昭に敗れた。その後も、後藤はジュニアともヘビーともつかぬ扱いを受け、中堅のポジションに甘んじていた。しかし1989年10月に髪を金色に染めヒールターンを果たす。同じ中堅のポジションにいたヒロ斎藤、保永昇男とブロンド・アウトローズを結成し、後藤も本隊と対立。徐々に中堅戦線を湧かせるようになり、『ワールドプロレスリング』でも放映されるようになっていった。ブロンド・アウトローズには、後にスーパー・ストロング・マシンが加入する。
1990年6月12日の福岡大会では、バックドロップで馳浩を一時的に心臓停止に追い込んだ。以後、バックドロップは後藤の代名詞となった。
後藤のブロンド・アウトローズは後にレイジング・スタッフと名前を変えるが、徐々に勢いが衰え1993年10月、マシンとの対立により後藤が離脱し、レイジング・スタッフも解散となった。後藤はそのまま反選手会同盟に参加。この時、それまでの金髪から眉毛までをも剃り落としたスキンヘッド姿となる。

### 平成維震軍〜犬軍団
反選手会同盟が平成維震軍と改名した後は、メンバーとして活動し眉まで剃り上げるスキンヘッドで一時ブレークした。蝶野正洋や長州力にシングル戦で勝利したこともある。越中らとともにWARにも参戦し、越中&小原道由と組んでWAR認定世界6人タッグ王者となった。
平成維震軍解散後、後藤は小原と共闘し、人気絶頂であったヒールユニットnWoジャパンへの加入を目指す。しかし蝶野らに拒否され、背中にスプレーで "犬" の文字を書かれる屈辱も味わうが、後の「査定試合」で加入を認めさせる。しかし蝶野がnWoジャパンのTシャツを後藤と小原に着せようとした瞬間、後藤と小原は蝶野らにバックドロップを見舞って「そんなものは元々いらねーんだよ!」とのマイクアピールを行い、抗争継続となった。以降は小原とともに「犬軍団」の名前で暴れ回った。
1999年6月27日、小原と組んで越中&佐々木健介からIWGPタッグ王座を獲得。後藤の平成維震軍時代のリーダーであった越中をバックドロップで破っての勝利だった。後藤にとって、新日本プロレスで唯一のタイトル獲得となった。が、控室に戻った際、祝杯用に缶ビールが2本しか差し入れられなかったことに怒った後藤が発した「何だこの2本は!!」はテレビ放映されたこともあり、有名な台詞となった。

### TEAM 2000参加〜クレイジー・ドッグス結成
2000年2月、蝶野が新たに結成したTEAM 2000に小原とともに参加する。2000年10月9日の新日本プロレス東京ドーム大会で、蝶野の正体不明のパートナーで覆面レスラーの「Mr. T（ミスター・ティー）」として登場。その後「T2000（チーム・トゥーサウザンド）マシン」と名乗る。
だが、2002年10月に蝶野が新日本プロレス本隊に復帰したことによりTEAM 2000は消滅した。
2003年1月4日の東京ドーム大会で、後藤は小原&ヒロと「クレイジー・ドッグス」を結成。後に中邑真輔、エンセン井上が加わり、魔界倶楽部との抗争が始まった。2月1日の札幌テイセンホールで開かれた「6人タッグ・トーナメント」では中邑&ヒロと組んで優勝した。
魔界倶楽部が解散し、小原とエンセンが新日本プロレスに出場しなくなるとクレイジー・ドッグズは自然消滅となった。2004年に後藤は新日本プロレス本隊へ復帰し、現場責任者に就任する。しかし2005年10月に新日本プロレスへ復帰した長州が現場監督に就任すると対立し、後藤も責任者の職を解かれる。その後は蝶野、天山広吉らの反長州勢力に合流した。

### 新日本プロレス退団後
2006年の契約更改でフロントから引退とコーチ就任を要請されるが、後藤がこれを拒否したため。1月27日、新日本プロレスを退団し、フリーランスとなる。退団に際し後藤は、「オファーがくればハッスルでもPRIDEでも出る覚悟である」と語った。ハッスルへは8月9日に「TG」のリングネームで参戦している。
後藤のフリー転向後の初参戦団体はキングスロードで、2月28日の後楽園ホール興行に登場した。ビッグマウス・ラウドに参加した時はリングネームを「マッド後藤」とし、ドッグ小原（小原道由）と「マッドドッグス」を名乗り、村上和成と手を組んだエンセンと抗争を繰り広げた。
5月4日には、DDTプロレスリングへ長井満也のタッグパートナーとして登場。新日入門当時の同期であったポイズン澤田JULIEと闘いを繰り広げた。澤田とは後にタッグを組み、「蛇界転生」した「後藤蛇つ俊」として参戦を続けた。
5月19日のZERO-ONE MAX大阪大会では、大森隆男の持つAWA世界ヘビー級王座に挑戦した。プロ23年目にして初めてのシングル王座挑戦であり、大森を流血させて追い込んだが敗れた。
7月12日に藤波辰爾らが旗揚げした無我ワールド・プロレスリングへ参戦。9月15日に正式入団した。ただしこのとき、後藤は所属契約は交わしていない。以後、後藤は無我のリングを中心に活動する。
9月18日、無我ワールド・プロレスリング大阪ABCホール大会において大矢剛功とのバックドロップ同士の対決を行い、勝利した。
2007年11月、藤波が「無我にヒールは要らない」と発言したことに対する反論を11月22日付東京スポーツに掲載。11月29日、無我は「会社にとって不利益となりうる新聞記事掲載、発言、その他問題があった」として後藤との参戦を今後見送るというコメントを出したため、以後後藤の無我への参戦が消滅、後藤は事実上の追放となった。
その後、後藤は地元の愛知を中心に活動するDEPのほか、大分のFTO（ダークサイドFTO最高顧問）などローカル団体のリングを主戦場として上がっている。2008年には、小原とともに健介オフィスへ乱入したが、抗争へ発展する前にフェードアウトしている。
2010年に旗揚げされた天龍プロジェクトにも参戦している。
以後、2011年頃を最後にプロレスの試合を行っておらず、事実上の引退状態となっており、表舞台にも出ていない。
また田中ケロをはじめ関係者が消息を探していたが、現在も不明とのこと。

## エピソード
- ヒロ斎藤とは、誕生日が同じ5月25日である。2002年と2004年の誕生日にて、後藤はヒロとタッグを組んで試合を行い勝利している。
- ヨシタツは、新日本プロレス時代の後藤の唯一の弟子にあたる[7]。後藤は代名詞でもあるバックドロップをヨシタツに伝授し、「天下獲りバックドロップ」の名前で使用していた。
- 2006年1月5日のリキプロ後楽園ホール大会で後頭部を切った翌日、病院で精密検査を受けた際に後藤は過去、頭蓋骨骨折を負っていたがまったく気付かずに巡業へ参加し、自然治癒していたことが発覚した。手術をしなければ命に関わるほどの重傷だったという[8]。
- デビュー当時、なかなか勝利に恵まれず山田恵一のデビュー戦まで初勝利を挙げられなかった。
- 数多くのトンパチエピソードがあり、ある日酔った勢いで後藤が「猪木、出て来い！」と叫んだら、猪木が真後ろに立っていたことがある。
- 1983年11月21日の仙台大会での栗栖正伸戦でふがいない試合をしていた後藤に対し、試合中にもかかわらず藤原喜明がリング上へ上がってきて、竹刀で叩きのめしたことがある[9]。

## 得意技
マニアを唸らすラフテクニックが取り柄。一撃必殺のバックドロップは、対戦相手からは恐怖の的となっている。
バックドロップ
後藤の代名詞的な技で、代表的なフィニッシュ・ホールド。
後藤はルー・テーズ、ジャンボ鶴田らに代表されるグレコローマン式とマサ・サイトー、長州らが得意とする捻り式の良い部分を合わせて完成させたと語っている。
相手の力量によって落とす角度を変えており、越中や馳など受身の上手い選手相手には急角度で仕掛ける。
馳の一件から「殺人バックドロップ」や「三途バックドロップ」、或いは「地獄バックドロップ」の異名を取り、TVゲームで技名として採用しているものも存在する。
リバース・チキンウィング
新日育ち特有な関節技であり、滅多に見せない奥の手的な後藤の隠し技。かつて長州力がウィング・ブリーカー・ホールドの名で使用した技と同型。
ポイズン澤田JULIEもこの技を元にキャトルミューティレーションを開発した。
ラリアット
後藤の場合はサポーターをしていない左腕で放つ。
かなり相手に接近してから腕を振り上げるため、カチ上げ式と形容されることもある。
ジャーマン・スープレックス
ここ一番でしか出さない奥の手。
イス攻撃
試合の流れを変えたりするときによく使うことがある。

## タイトル歴
新日本プロレス
- 第38代IWGPタッグ王座（パートナーは小原道由）

WAR
- 第4代WAR世界6人タッグ王座（パートナーは越中詩郎、小原道由）

DEP
- 第3代DEP無差別級王座

RCW
- 第6代RCWインターナショナルヘビー級王座

天龍プロジェクト
- 第16代天龍プロジェクト認定世界6人タッグ王座（パートナーは高山善廣、関本大介）

MOBIUS
- 第4第APEX OF TRIANGLE王座（パートナーはNOSAWA論外、黒田哲広）

## 入場テーマ曲
Mr. B.D.
レイジング・スタッフのチームテーマ曲であった時期には「頑張れ、頑張れ、レイジング! 頑張れ、頑張れ、レイジング!」と歌詞を加えられていた。

## 出演

### CM
- マクドナルド「ペッパーチーズ・ダブルビーフ」（2005年7月13日、日本マクドナルド）[10]